# アルヴィス plc
アルヴィス plc (Alvis plc) とは、2004年まで存在したイギリスの軍用車両メーカーである。本社は、ロンドンのグロブナー・ガーデンに所在していた。
1981年にユナイテッド・サイエンティフィック・ホーディングス (United Scientific Holdings plc) がブリティッシュ・レイランドからアルヴィスを買収して設立された子会社アルヴィス・リミテッド (Alvis Ltd) を起源とする。1996年からBAEシステムズに買収される2004年まで子会社アルヴィス・ビークルズがアルヴィスの商標を持っていた。

## 社史
1965年にアルヴィス・カー・アンド・エンジニアリング・カンパニーはローバーの傘下となった。1967年ごろから軍用車両の製造に集中するようになった。その後、国営自動車メーカーブリティッシュ・レイランドにローバー共々買収された。
1981年にユナイテッド・サイエンティフィック・ホーディングスが、2700万ポンドでブリティッシュ・レイランドからアルヴィス・リミテッドを買収し、アルヴィス・リミテッドはユナイテッド・サイエンティフィック・ホーディングスの子会社となった。それまでユナイテッド・サイエンティフィックは軍用光学装置を製造していた。
1992年にユナイテッド・サイエンティフィック・ホーディングスは社名をアルヴィス plcに変更した。1996年に労働党が政権を握っていたにもかかわらず、インドネシアの共和国軍から軽戦車スコーピオン50両を8000万ポンドで販売する契約が成立した。しかし、1997年3月31日の決算でアルヴィスの利益が減じたことから、輸出信用保証局の審査、その後の保守党政権の承認を経て引き渡された。
アルヴィスは、1997年にスウェーデンのヘグランド (Hägglund & Söner) の装甲戦闘車両CV90シリーズを製造する部門ヘグランド・ビークル AB (Hägglunds Vehicle AB) を買収した。併せて、フィンランドのパトリア (Patria Oyj) とヘグランドとの合併事業パトリア・ヘグランド (Patria Hägglunds) が製造する自走迫撃砲AMOSの受注権をも獲得した。この買収によって、アルヴィスはビッカース、GKNに並ぶ軍用車両メーカーとなった。
1998年にはGKN plcの軍用車両部門を買収し、GKNはアルヴィスの株式の29.9%を保有することになった。アルヴィスはGKNの獲得によって、主要工場のシュロップシャーのテルフォードの他、ニューカッスル・アポン・タイン、リーズ、ウォールバーハントンなどに工場を構えた。MRAVの国際共同開発をヴィッカースとの競争の末、1999年に契約することに成功した。
2002年8月2日にロールス・ロイス・ホールディングスは、ヴィッカース・ディフェンス・システムズ、ヴィッカース・ブリッジング、南アフリカを拠点とするヴィッカース OMCをアルヴィスへ売却した。ギリシャの陸軍からチャレンジャー 2Eの受注に失敗した影響を受け、総額1620万ポンドで売却された。アルヴィスはヴィッカース・ディフェンスの獲得によって、子会社アルヴィス・ヴィッカース (Alvis Vickers plc) を設立し、チャレンジャー 2を始めとする多様な軍用車両をポートフォリオに列するイギリスを代表する軍需企業となった。
2004年にアルヴィスの経営陣は、3億900万ポンドでアメリカ合衆国のジェネラル・ダイナミクスによる公開買い付けに同意した。しかし、GKNを通じて29%の株式を保有していたBAEシステムズが、これに対抗して3億5500万ポンドを掲示した。このことが様々な物議を醸したが、大多数の株主がBAEシステズによる買収に賛同したため、アルヴィスの社名は消滅し、現在はBAE システムズ・ランド・アンド・アーマメンツとなっている。

## 製造車両の一覧
| 製品名                              | 開発者                   | 種類                       | 注記                 |
| ----------------------------------- | ------------------------ | -------------------------- | -------------------- |
| チャレンジャー2                     | ヴィッカース             | 戦車                       |                      |
| CV90 Stridsfordon 90                | ヘグランド・ビークル     | 歩兵戦闘車                 | CV90ファミリー       |
| Bv 206 Bandvagn 206                 | ヘグランド・ビークル     | 全地形対応輸送車           |                      |
| Bv 309 Bandvagn 309                 | ヘグランド・ビークル     | 全地形対応輸送車           |                      |
| AMOS                                | パトリア・ヘグランド     | 迫撃砲システム             |                      |
| FV432                               | GKN                      | 自走迫撃砲                 |                      |
| FV432                               | GKN                      | 装軌式装甲兵員輸送車       |                      |
| AT105 サクソン                      | GKN                      | 偵察車                     |                      |
| スカラベ                            | GKN                      | 偵察車                     |                      |
| シンバ                              | GKN                      | 偵察車                     |                      |
| ウォーリア                          | GKN                      | 装甲戦闘車                 | ウォーリア・シリーズ |
| ボクサー MRAV                       | アルヴィス・ヴィッカース | 装輪装甲車                 | 国際共同開発         |
| FV101 スコーピオン                  | アルヴィス・ヴィッカース | 戦車                       | CVR(T) シリーズ      |
| FV102 ストライカー SP               | アルヴィス・ヴィッカース | 自走対戦車ミサイルシステム | CVR(T) シリーズ      |
| FV103 スパルタン                    | アルヴィス・ヴィッカース | 装軌式装甲兵員輸送車       | CVR(T) シリーズ      |
| FV104 サマリタン                    | アルヴィス・ヴィッカース | 救急車                     | CVR(T) シリーズ      |
| FV105 サルタン                      | アルヴィス・ヴィッカース | 指揮車                     | CVR(T) シリーズ      |
| FV106 サムソン                      | アルヴィス・ヴィッカース | 工兵車                     | CVR(T) シリーズ      |
| FV107 シミター                      | アルヴィス・ヴィッカース | 偵察車                     | CVR(T) シリーズ      |
| セイバー                            | アルヴィス・ヴィッカース | 偵察車                     | CVR(T) シリーズ      |
| FV109 ワークホース                  | アルヴィス・ヴィッカース | 装軌式装甲兵員輸送車       | CVR(T) シリーズ      |
| ストーマー                          | アルヴィス・ヴィッカース | 装軌式装甲兵員輸送車       |                      |
| ストーマー 30                       | アルヴィス・ヴィッカース | 偵察車                     |                      |
| タイタン                            | アルヴィス・ヴィッカース | 架橋戦車                   |                      |
| SEP Splitterskyddad enhetsplattform | アルヴィス・ヴィッカース | 装軌式装甲兵員輸送車       |                      |
| BvS 10                              | アルヴィス・ヴィッカース | 全地形対応輸送車           |                      |
| ピラーニャ                          | モワク                   | 装輪式装甲車               | ライセンス生産       |
| FV601 サラディン                    | アルヴィス・ビークルズ   | 偵察車                     |                      |
| FV603 サラセン                      | アルヴィス・ビークルズ   | 装甲戦闘車                 |                      |
| ストライカー                        | アルヴィス・ビークルズ   | 装軌式装甲兵員輸送車       |                      |